# Port lotniczy Jaunde
Port lotniczy Jaunde (IATA: YAO, ICAO: FKKY) – międzynarodowy port lotniczy położony w Jaunde, w Kamerunie. 

## Linie lotnicze i połączenia
| Linia lotnicza                  | Kierunek                            |  |
| ------------------------------- | ----------------------------------- |  |
| Air Cote d'Ivoire               | 1. Abidżan 2. Duala                 |  |
| Air France                      | 1. Bangi                            |  |
| ASKY Airlines                   | 1. Abudża 2. Lomé 3. Ndżamena       |  |
| Brussels Airlines               | 1. Duala                            |  |
| Camair-Co                       | 1. Bafoussam 2. Duala 3. Ngaoundéré |  |
| Ethiopia Airlines               | 1. Addis Abeba                      |  |
| Pakistan International Airlines | 1. Bangi 2. Dżudda                  |  |
| Royal Air Maroc                 | 1. Duala                            |  |
| Turkish Airlines                | 1. Duala                            |  |